# Dee Snider
Dee Snider, född David Daniel Snider den 15 mars 1955 i Astoria, New York, är en amerikansk musiker känd som sångare och frontman i rockbandet Twisted Sister samt Widowmaker och Desperado. Han har även släppt flera soloalbum. Snider försvarade rocken i en av den amerikanska kongressen kontrollerad utredning om "rockens moraliska förfall och negativa inflytande över ungdomen" den 19 september 1985.
Han har även skrivit, producerat och spelat huvudrollen i filmen Strangeland där han antar namnet Captain Howdy, som är titeln på en av Twisted Sisters låtar.
Han skrev även signaturmelodierna för de tecknade TV-serierna Eek! The cat och The Terrible Thunderlizards.
Dee Snider gifte sig med Suzette Gargiulo 1981.

## Diskografi

### Soloalbum
- Twisted Forever - SMF's Live (1997)
- Never Let the Bastards Wear You Down (2000)
- Dee Does Broadway (2012)
- We Are the Ones (2016)
- For the Love of Metal (2018)
- For the Love of Metal Live (2020)
- The Magic of Christmas Day (2020)
- Leave a Scar (2021)

### Twisted Sister
- Under the Blade (1982)
- You Can't Stop Rock 'n' Roll (1983)
- Stay Hungry (1984)
- Come Out and Play (1985)
- Love Is for Suckers (1987)
- Still Hungry (2004)
- A Twisted Christmas (2006)

### Widowmaker
- Blood and Bullets (1992)
- Stand by for Pain (1994)

### Desperado
- Bloodied, but Unbowed (1996)
- Ace (2006)
- Dee Snider Desperado Limited Edition (2009)

### Van Helsing's Curse
- Oculus Infernum: A Halloween Tale (2004)
- Live in Philly 05 (2006)

### Gästframträdanden
- Unleashed, Uncensored, Unknown – Fozzy, 2003
- "Eleanor Rigby" på Eddie Ojeda's Axes 2 Axes, 2005
- "SCG3 Special Report" på Lordi: The Arockalypse, 2006
- "The Haunting" på Ghostlights, genom Avantasia, 2016
- "Contract Song" på XXX: 30 Years in Metal genom Hansen, 2016
- "True Rocker" på True Rockers genom Monster Truck, 2018
- "These Old Boots" på Old Lions Still Roar genom Phil Campbell, 2019
- ”Get Out! Now!” på Transitus genom Ayreon, 2020
- "Army of One" på Army of One (singel) genom Bad Penny, 2022